# Ellen Ochoa
Ellen Lauri Ochoa Ochoa (Los Angeles, 10 maggio 1958) è un'ex astronauta e ingegnera statunitense. Si è laureata in fisica all'Università Statale di San Diego nel 1980 per poi ottenere un Master of Science nel 1981 ed un Dottorato di Ricerca nel 1985 alla Stanford University (Dipartimento di Ingegneria Elettrica).
Ha partecipato alle missioni spaziali Shuttle STS-56, STS-66, STS-96 e STS-110 come specialista di missione. Nel 2002 ha lasciato il Corpo astronauti NASA per ricoprire ruoli amministrativi al Johnson Space Center (JSC) a Houston. Tra il 2012 e il 2018 è stata direttrice del JSC.
È stata insignita nel maggio del 2024 della Medaglia presidenziale della libertà dal presidente Joe Biden.